# گوستاف ویدل
گوستاف ویدل (انگلیسی: Gustaf Weidel; ۷ مارس ۱۸۹۰ – ۱۱ دسامبر ۱۹۵۹) ژیمناست هنری و سفیر سوئد در پرتغال بود.